# Ranunculus ficariifolius
Ranunculus ficariifolius är en ranunkelväxtart som beskrevs av H. Lév. och Eugène Vaniot. Ranunculus ficariifolius ingår i släktet ranunkler, och familjen ranunkelväxter. Inga underarter finns listade i Catalogue of Life.